# Raymond Loewy
Raymond Loewy (Párizs, 1893. november 5. – Monte-Carlo, 1986. július 14.) francia származású amerikai iparművész és formatervező. Számtalan ma már klasszikusnak mondható céges embléma és jármű formaterve köthető nevéhez.

## Életpályája
Párizsban született Maximilian Loewy bécsi újságíró és francia felesége, Marie Labalme gyermekeként. Franciaországban folytatta tanulmányait, ahol mérnöki diplomát szerzett. Az első világháborúban (1914-1918 között) a francia hadseregben szolgált hadi mérnökként. A harcok során megsebesült, megkapta a francia Hadikeresztet (croix de guerre) majd 1919-ben emigrált az USA-ba. 1938-ban kapta meg az állampolgárságot.
Első munkája az „új világban” áruházi kirakatrendezés volt, majd később olyan magazinoknak volt illusztrátora, mint a Vogue, a Harper's Bazaar és a Wanamaker's. 1929-ben kapta az első ipari formatervezéssel kapcsolatos megbízását, amikor Gestetner Dávid magyar származású angol vállalkozó felkérte, hogy tervezze újra egy sokszorosító gépét ”a szépség, a funkció, és egyszerűség” jegyében, hogy az tetszetősebb legyen. A feladatott Loewy három nap alatt teljesítette (a terv annyira sikeres volt, hogy 40 éven át nem is változtattak rajta). Ezután saját céget alapított és hamar felkapott tervező lett. 1949-ben már a Time magazin címlapján is szerepelt.
Aktív évei alatt több magán-  és állami cégnek dolgozott és számtalan jármű, gép, ház, használati tárgy és céges emblémák formatervét alkotta meg sikerrel. Olyan cégeknek dolgozott, mint a Coca-Cola, a United Airlines, a Shell, az Exxon, az IBM, a BMW, a General Motors, az amerikai posta, a Lucky Strike vagy a NASA. Ő tervezte a GG1 és S1 elektromos mozdonyok külső megjelenését, az Air Force One elnöki repülőgép (VC–137B típusú Boeing 707-es) külső dekorációját, hozzájárult a Saturn I és a Saturn V rakétafokozatok külső megjelenéséhez, és a Skylab űrhajók belső kialakításához, a Greyhound buszok kinézetét és logóját is ő alakította ki.
1980-ban visszavonult és 1986. július 14-én halt meg Monte-Carlóban.

## Szakmai karrierje
Népszerű előadó volt. Olyan intézményekbe hívták meg előadóként, mint a Massachusetts Institute of Technology, a Columbia Egyetem, és a Leningrádi Egyetem. Három tervező céget alapított, ezek:  Raymond Loewy and Associates, New York; Raymond Loewy International, London; és Compagnie de I'Esthetique Industrielle, Párizs.
Loewy nem csak a külső, áramvonalas megjelenéssel törődött. Példaként a Sears Roebuck & Company cég számára 1934-ben tervezett Coldspot fantázianevű hűtőszekrényben elsőként alkalmazott rozsdamentes alumínium polcokat. A hűtőszekrény éves eladási darabszáma 60 000-ről 275 000-re ugrott fel két év alatt.

## Művei
- The Locomotive: Its Aesthetics (1937)
- Never Leave Well Enough Alone (1951) (önéletrajz)
- Industrial Design (1951)

## Képek

### Járművek

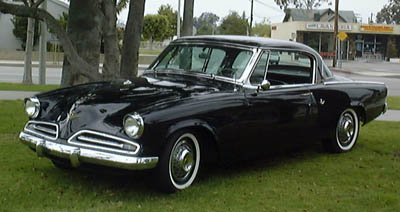
1953-as Studebaker
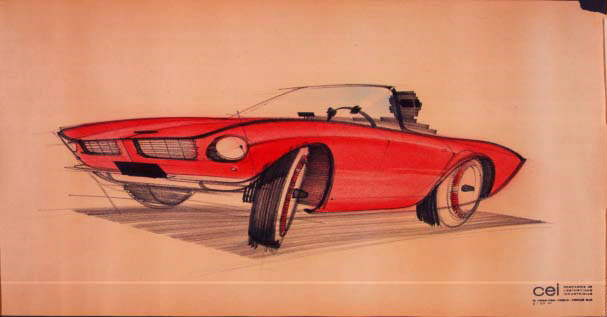
LC-USZC4-3923 Avanti
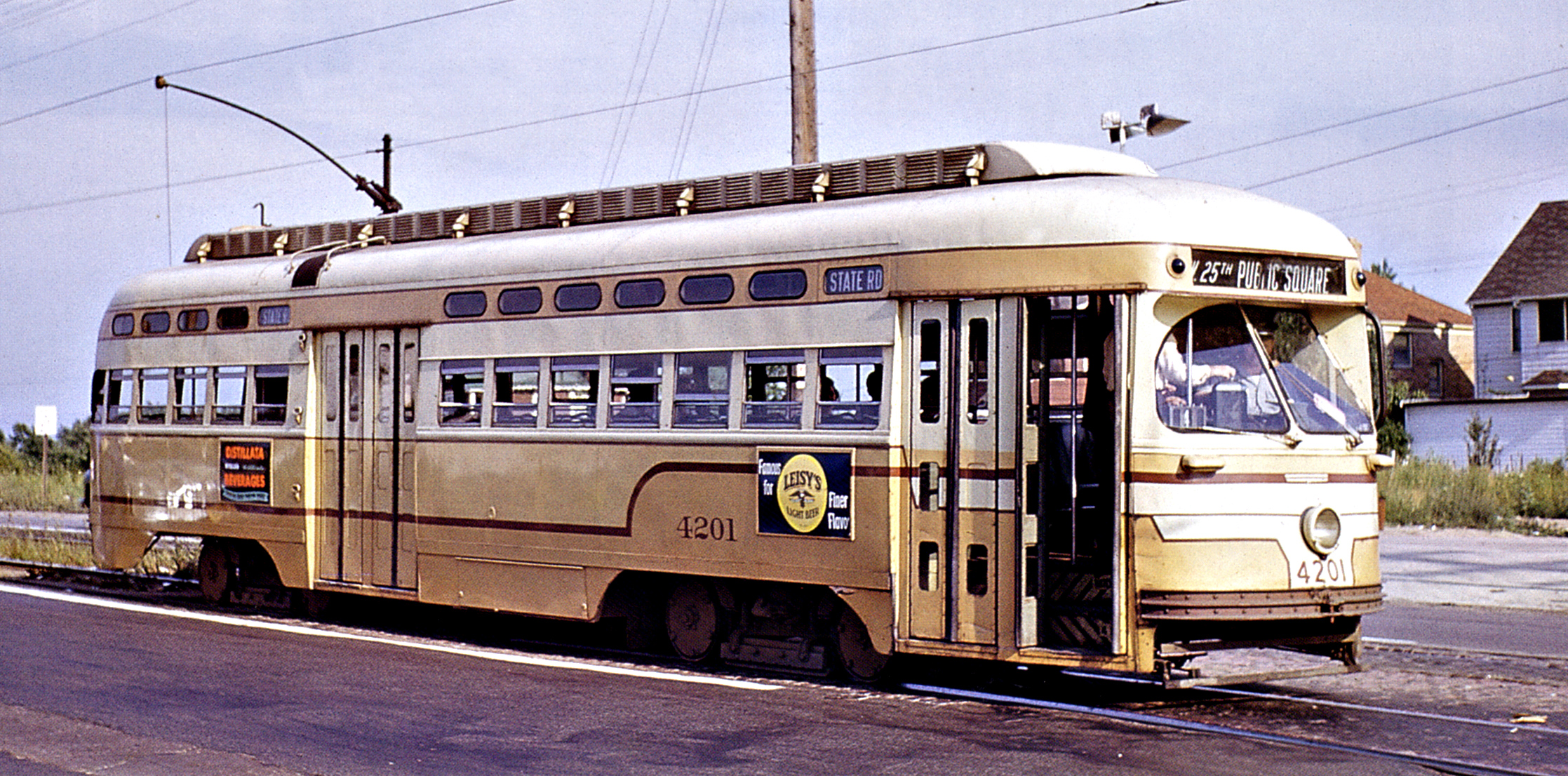
Clevelandi villamos (1950)
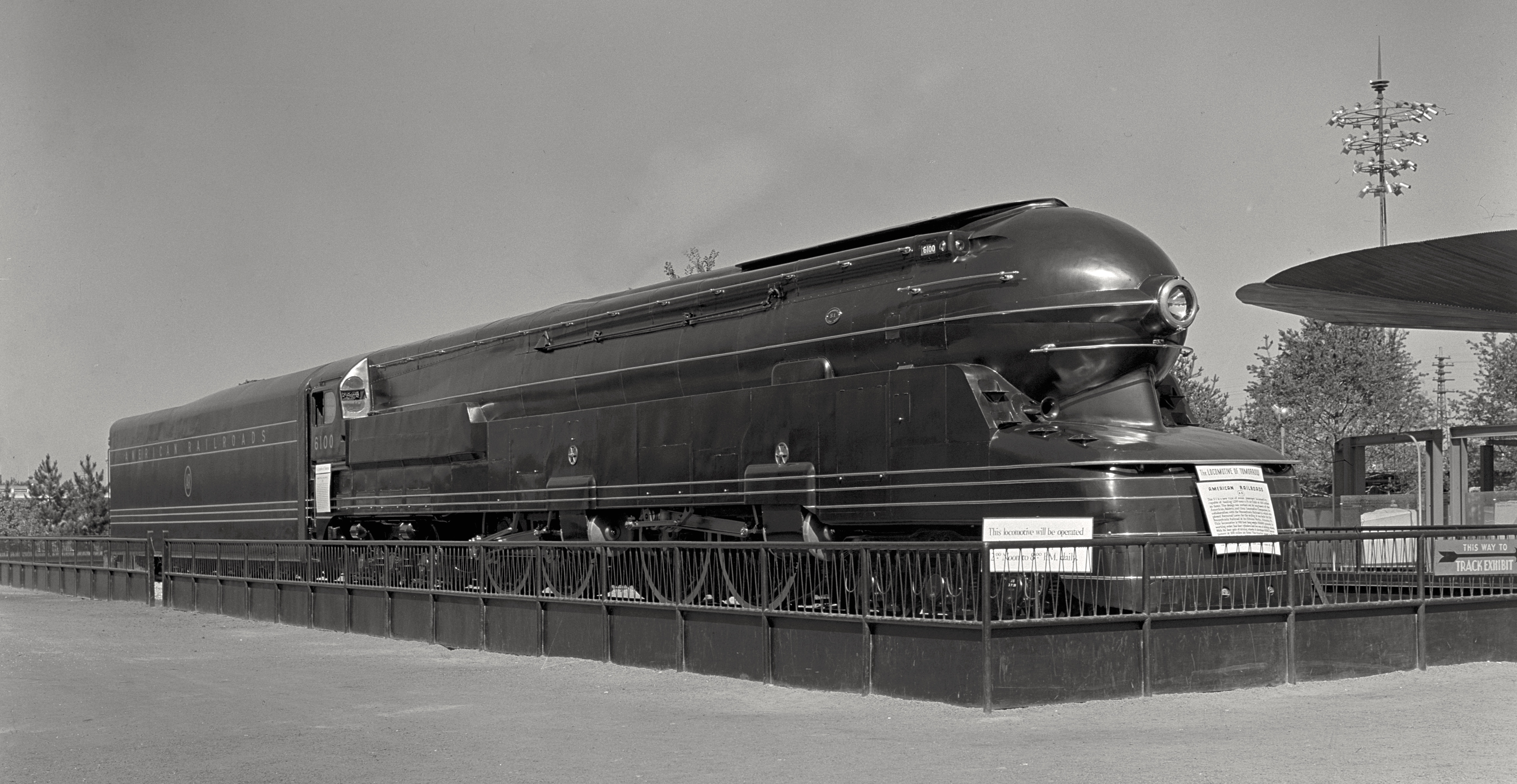
Az art déco stílusú S1 mozdony

### Arculat

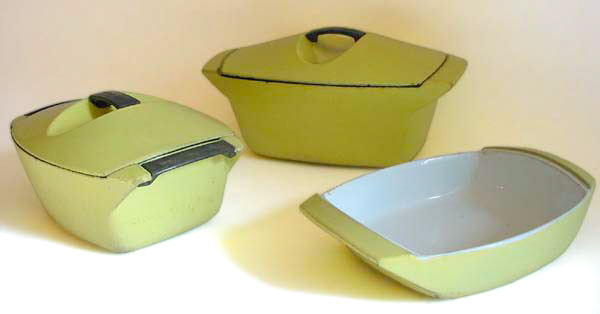
Étkezőkészlet
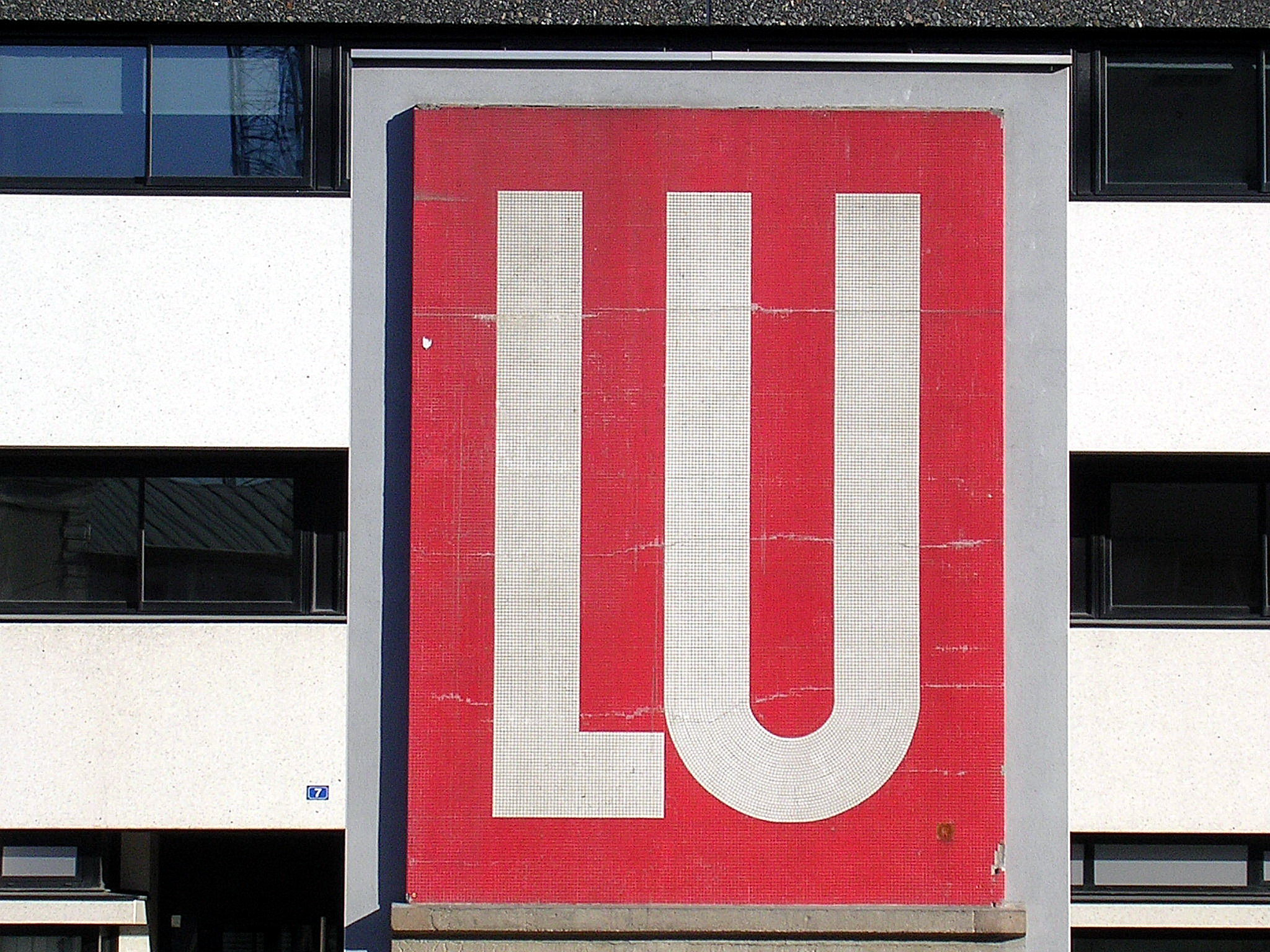
LU céges logó (Lefèvre Utile, Nantes)

### Egyéb használati tárgyak, belső terek

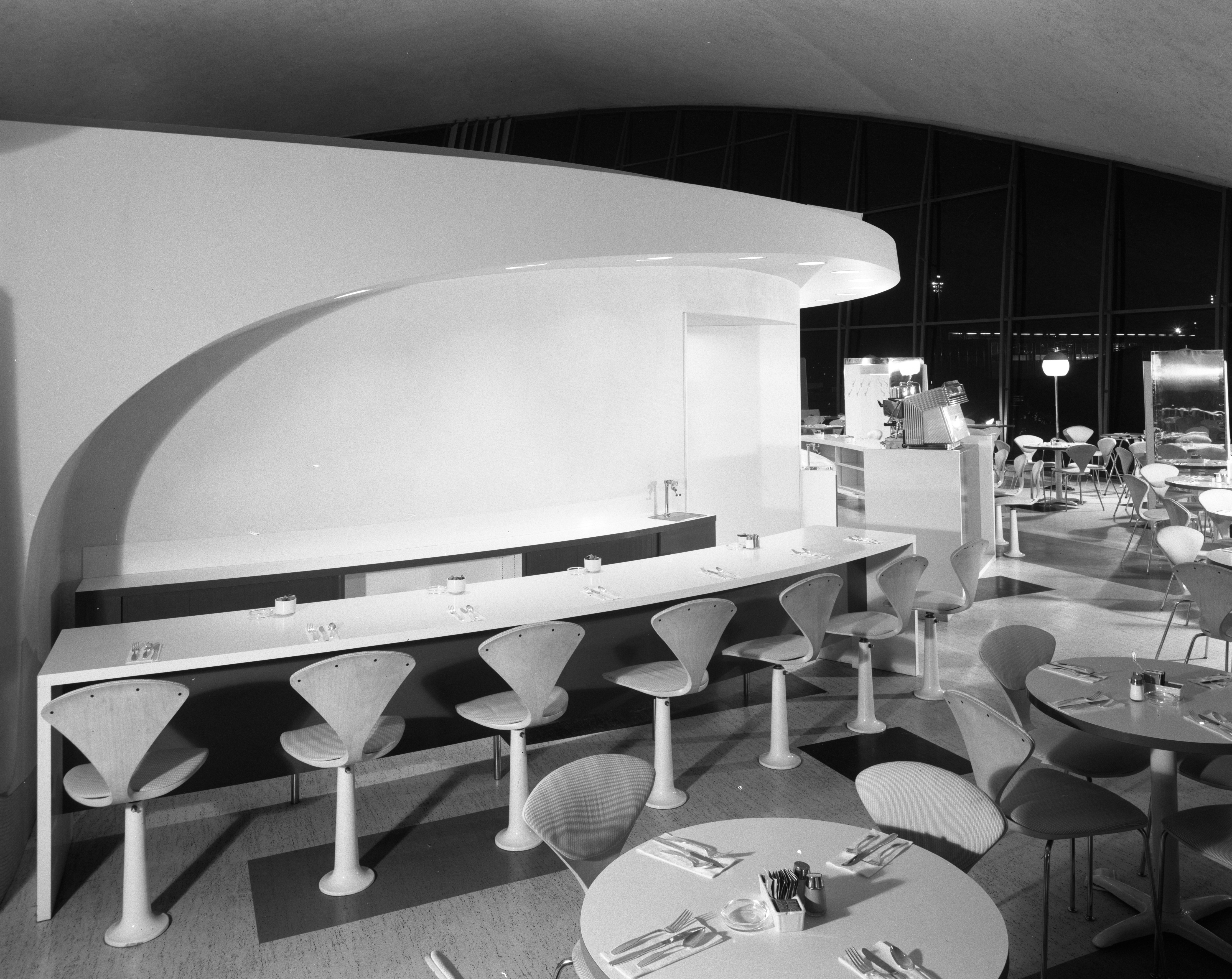
Union News étterem-kávézó
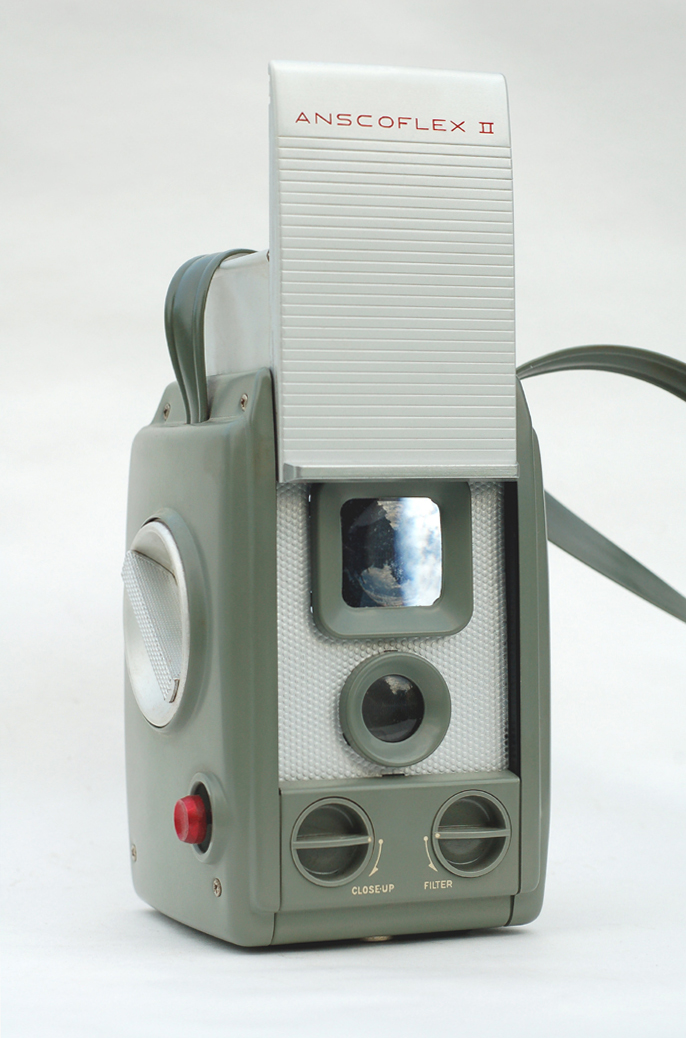
Anscoflex II (fényképezőgép)